# Tonancjusz Ferreolus
Tonantius Ferreolus (ur. ok. 405, zm. po 469) – prefekt pretorianów Galii w latach 451–452, arystokrata i senator (vir illustris) galorzymski.

## Pochodzenie i rodzina
Tonancjusz Ferreolus wywodził się ze znakomitej rodziny senatorskiej; dzięki przynależności do stanu senatorskiego miał prawo zasiadać w Senacie rzymskim. Żył w dolinie rzeki Gard w swojej posiadłości w Prusianum. Posiadał też majątek w Segodunum (obecne Rodez). Jego ojciec i stryjowie byli znanymi osobistościami, a co najmniej jeden z jego przodków był w IV w. patrycjuszem. Jego matką była clarissima femina (prześwietna pani) będąca córką Flawiusza Afraniusza Syagriusza, konsula w 382. Poślubił Papianillę, siostrzenicę cesarza Awitusa i spokrewniony był z Sydoniuszem Apollinarisem. Mieli wiele dzieci, między innymi Tonancjusza Ferreolusa, który był galorzymskim senatorem w Narbo (obecnie Narbona) oraz Rurycjusza, późniejszego biskupa Limoges (starożytne Augustoritum).

## Kariera
W latach 451–452 sprawował urząd prefekta pretorianów Galii (praefectus praetorio Galliarum) i był pomocny w przygotowaniu Galii do obrony przed najazdem Attyli i jego armii Hunów. Po pokonaniu Hunów przez armię sprzymierzonych Rzymian i Wizygotów, Ferreolus przeciwstawiał się próbom króla Wizygotów Toryzmunda, który chciał wykorzystać sytuację, by zdobyć więcej terenów lub przywilejów w latach 452–453 i oblegał Arelate (obecne Arles). W tym czasie Aecjusz był zajęty walką z Hunami w Italli, więc nie mógł skutecznie wesprzeć Ferreolusa. Dlatego tylko dzięki interwencji dyplomatycznej i okupowi udało się Ferreolusowi skłonić Toryzmunda do odstąpienia od miasta. Dodatkowo Toryzmunda mogły wezwać do Tuluzy wieści o spisku jego braci: Teodoryka II i Fryderyka. Działania Ferreolusa opisał Sydoniusz Apollinaris w skierowanym do niego poetyckim liście.
W 469 wspólnie z Taumastusem, stryjem Sydoniusza Apollinarisa, i Petroniuszem, senatorem z Arelate, przybył do Rzymu, by oskarżyć o zdradę i doprowadzić przez to do usunięcia Arwandusa, który był jego następcą na stanowisku prefekta pretorianów Galii. Arwandus napisał list do króla Wizygotów Euryka, w którym zachęcał go do zerwania sojuszu z cesarzem Antemiuszem i podzielenia Galii między Wizygotów i Burgundów. Oskarżenie o zdradę doprowadziło do skazania Arwandusa na śmierć. Wyrok zamieniono na wygnanie, dzięki wstawiennictwu innych senatorów galorzymskich.